# Nargothrond
Nargothrod a J. R. R. Tolkien által kitalált világ egyik helyszíne. Beleriandban található. Egy kőbe vájt város, a Narog folyó mentén, melyet Finrod Felagund épített.

## Építése
Egyszer Ulmo álmot küldött Turgonnak és Finrod Fengaludnak, és abban az volt, hogy titkos erődöket kell, hogy építsenek, mert különben Morgoth legyőzi a noldákat. Ezután Finrod és a húga, Galadriel, Thingol és Melian vendégei voltak, Finrod elámult Menegroth erején, és beszélt álmairól a királynak, az pedig mesélt neki a Narog melletti barlangokról, és vezetőket is adott mellé. Ott az Ered Luin törpjeinek segítségével várost kezdett építeni Menegroth mintájára.

## Finrod uralkodása
Nargothrond kezdetben teljesen rejtve volt. Morgoth nem tudta, hogy hol van Finrod és ezért félt tőle.Finrod előzőleg épített egy őrtornyot a Tol Sirionon, ez volt Minas Tirith, de Nargothrond felépülte után az erősségben jobbára a fivére, Orodreth volt az úr. Finrod kapott egy nyakpántot a naugriktól, ez volt a Nauglamír, a Törpök Nyaklánca. Finrod harcolt a Dagor Bragollachban, és kis csapatával elvágták a seregétől. Barahir mentette meg, a Beor-ház feje, és Finrod esküt tett, hogy megsegíti Barahirt és rokonait, és ennek zálogául Barahirnak adta a gyűrűjét.
Amikor Barahir fia Beren Nargothrondba ment, Finrod esküjét teljesítve megsegítette, és vele ment. Finrod elmenetele után Celegorm és Curufin magához ragadta a hatalmat, de később Finarfin fia Orodreth király lett, Celegorm és Curufin pedig elmentek.

## Orodreth uralkodása
Orodreth király Thingolhoz hasonlóan rejtőzködően vezette a népét, és a Talath Dirnenre tévedt utazókat kegyetlenül lenyilazták. Orodreth idején, egészen Túrin Turambar koráig Morgoth semmit nem tudott meg Nargothrondról. A Nirnaeth Aernoediadba csak egy kis csapat nargothrondi ment, Guilin fia Gwindorral az élén, és azt a csapatot Gwindor kivételével lemészárolták. Később Orodreth nem segítette meg az orkok elleni harcukban Túrint és Beleg Cúthaliont, Dor-Cúarthol urait, és ezért azok vereséget szenvedtek.

## Túrin és Nargothrond bukása
Túrin és Gwindor Dorthonionból és Ivrinből mentek Nargothrondba. Ott foglyok voltak, ameddig az aranyhajú Finduilas, Orodreth király lánya meg nem ismerte Gwindort. Túrin tagja lett a királyi tanácsnak, és azt javasolta, hogy csapjanak össze Morgoth seregeivel. Ezt nemsokára meg is valósították. Túrin parancsolt Nargothrond egész haderejének, és fekete kardjáról Mormegilnek nevezték el, és Adanedhelnek, tünde-embernek. Túrin beleszeretett Finduilasba, de Gwindor elhidegült tőle. Nemsokára Morgoth Glaurung, a Sárkányok Apja vezetésével sereget küldött, és Nargothrond hadait szétverték. Orodreth királyt levágták a csata élvonalában, Glaurung pedig tüzet okádva támadt Felagund kapujára, ledöntötte, és bement. Finduilast elhurcolták, és bár Túrin elmenekült, Glaurung befeküdt Nargothrondba, és megpihent.